# Феодосійський музей грошей
Феодосійський музей грошей — нумізматичний музей у Феодосії. Розміщений на вулиці Куйбишева, 12. Зареєстрований 15 липня 2003 року. Відкриття музею відбулося 22 серпня того ж року.

## Історія монетництва та нумізматики у Феодосії
Феодосія — одне з найдавніших міст України, в якому віддавна карбувалися монети — історики нараховують 14 періодів випуску металевих грошей. Монетний двір існував в античній Феодосії. У середньовіччі тут було розташовано генуезький монетний двір. Свою монету карбували кримські татари, а останній кримський хан Шагін Ґерай у передмісті Феодосії створив новий монетний двір за європейським зразком з обладнанням із Польщі. Після першої окупації Криму Російською імперією цей монетний двір використали для виготовлення російських монет.
Колекціонування грошей у місті має давню історію. Так, нумізматом був Р. Галера, перший Феодосійський міський голова, який у 1811—1830 рр. був директором міського Музею старожитностей. Особлива роль у вивченні монет відводиться першому музею на півострові — Феодосійському музею старожитностей, що відкрився в 1810 р. Першим придбанням музею стала колекція Феодосійського купця Джіварджі, яка містила більше сотні мідних римських монет. У 1818 р. майбутній імператор Росії, цесаревич Микола I подарував музею золоту монету царя Лісімаха і срібну монету Пилипа III Македонського. Надалі історія нумізматичного зібрання пов'язана з діяльністю О. Ф. Ретовського (1849—1925 рр.), відомого нумізмата, колекціонера, що завідував музеєм протягом 22 років. Саме за нього Феодосія стала одним із провідних нумізматичних центрів Російської імперії. Його праці, які, в основному, стосуються карбування генуезької Кафи та монет Кримського ханства, актуальні і до нині. Значна частина його нумізматичної колекції надалі була куплена Ермітажем, багато монет потрапили за кордон, наприклад, у колекцію короля Італії Віктора Емануїла. У 1908 р. зібрання Музею старожитностей налічували 12 золотих монет, 1004 срібних і 1042 мідних. Непоправну втрату нумізматичному зібранню музею завдали царський і радянський часи, а також Друга світова війна.
У післявоєнні роки частина вивезених окупантами музейних експонатів, у тому числі і нумізматичних, була повернена. На жаль, за радянських часів у музеї не було нумізматів, здатних примножити і, головне, розробити експозицію, присвячену історії грошового обігу Феодосії.

## Заснування

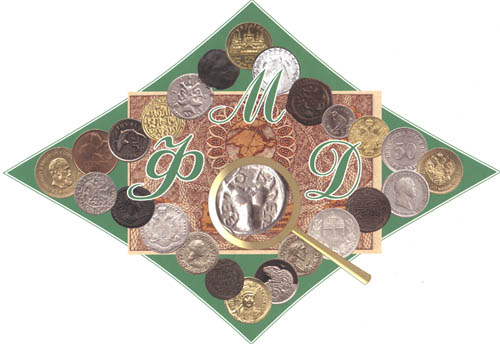
Емблема Феодосійського музею грошей.

Продовжуючи нумізматичну естафету, за ініціативою феодосійського колекціонера Олещука Олександра Романовича, 15 липня 2003 року був зареєстрований Феодосійський музей грошей (перший музей грошей в Україні), відкриття якого відбулося 22 серпня того ж року.
Музей продовжує традиції, закладені міським Музеєм старожитностей. Одним із найважливіших завдань вважається відновлення пам'ятників нумізматики, з різних причин втрачених або не придбаних Музеєм старожитностей у царський і радянський час, а також повернення Феодосії світової слави нумізматичного центру, яка була у міста сторіччя тому.
Не випадково підібрані елементи музейної емблеми. У ромбі з монет світу різних епох — банкнота 1919 року Кримського крайового уряду з контурами Таврійської губернії. Поверх банкноти розміщена рідкісна монета античної Феодосії — срібний пентаобол (400 — 390 рр. до н. е.) із зображенням голови бика на реверсі і написом ФЕОДЕО («БОГОМ ДАНА») — так називалося місто в той період. А лупа свідчить, що музей не тільки збирає гроші, але й займається науково-дослідною діяльністю.
Музей вивчає і популяризує монетну справу Феодосії, оскільки з усіх міст України саме Феодосії належить пальма першості за кількістю періодів випусків грошей — їх налічується чотирнадцять.
31 липня 2005 року в музеї Феодосії грошей відбулося урочисте відкриття другої зали, т.з. «кімнати-сейфа». У цій залі представлена унікальна експозиція: гроші, що були викарбовані або надруковані у Феодосії з античних часів до наших днів; гроші, що були в обігу на території України і Криму впродовж двох із половиною тисячоліть, допоміжні нумізматичні експонати. Крім цього, зала розповідає про історію виникнення і розвитку банківської справи світу на прикладі Феодосії, де банківська справа зародилася ще в античний період.

## Фонди

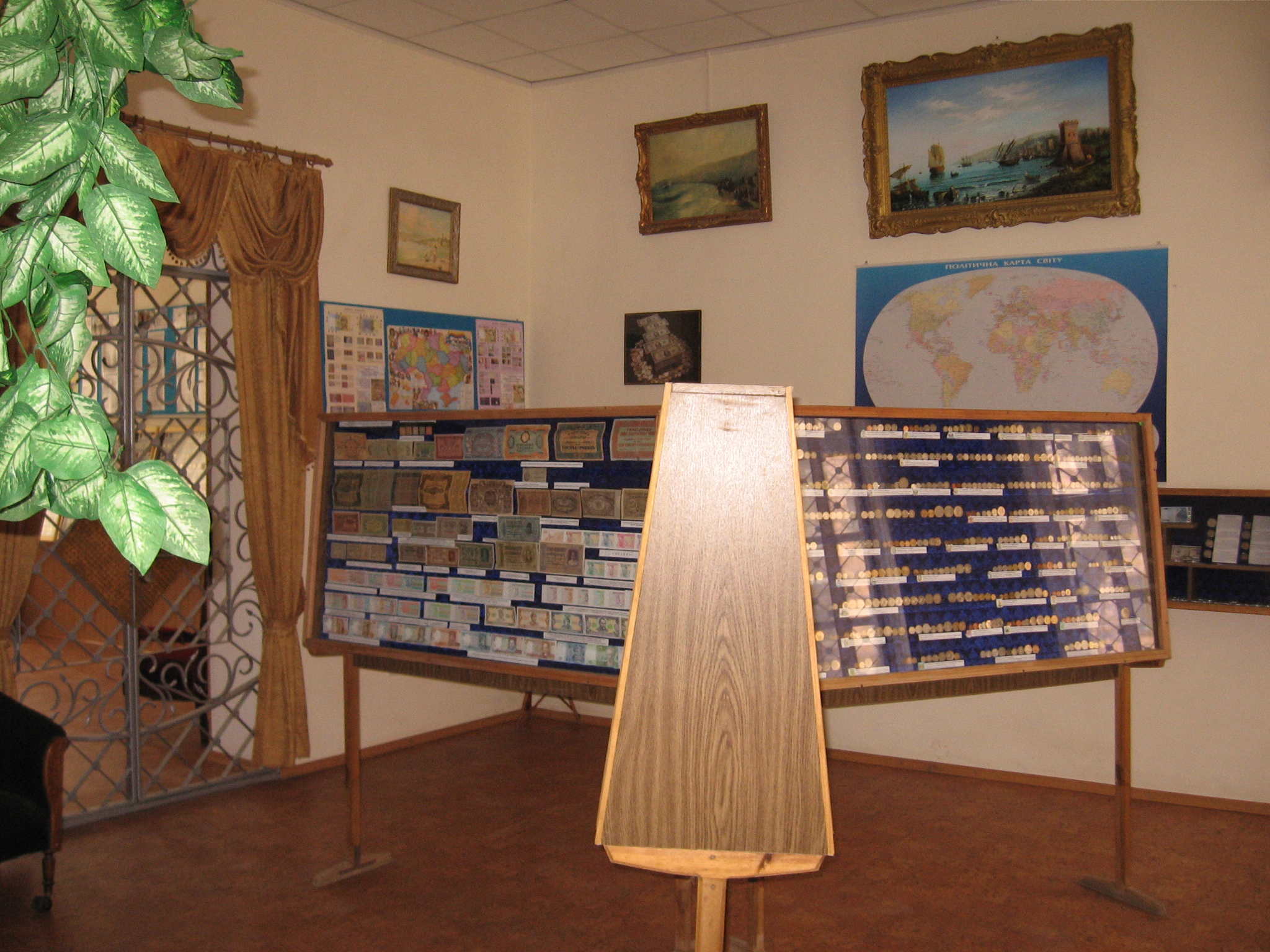
Феодосійський музей грошей. 1-а зала. 2007.

У фондах музею зберігається понад 30 000 монет, починаючи з VII сторіччя до нашої ери, паперових грошових знаків понад 1 000 екземплярів, цікавими є цілісні скарби грошей, серед яких особливе місце займає найбільший скарб, знайдений на території незалежної України. У ньому 10 168 екземплярів монет Кримського ханства кінця XVI — початку XVII ст. Гордістю музею є зібрання монет античної Феодосії — найбільше з усіх музейних зібрань світу. У зібранні монет Боспорського царства, середньовічних та нового часу є унікальні монети, які представлені тільки в цьому музеї або мають найкращі якісні характеристики серед раритетних відомих екземплярів у нумізматичних зібраннях таких всесвітніх музеїв, як Ермітаж (Росія) та Британський музей (Велика Британія). Колектив музею працює над виконанням проекту реконструкції музею, що дозволить перетворити існуючий музей у всесвітньо відоме зібрання грошей, на базі якого будуть проводиться конференції, симпозіуми та інші акції.
Експозиція музею тематично поділяється на сім відділів.
Перший відділ — справді унікальний, адже в ньому презентовані гроші м. Феодосії з античних часів до початку XXI століття. Тут представлені монети, випущені античним містом-державою Феодосією в V—IV ст. до наший ери; монети Золотої Орди, карбовані в Кафі в XIV—XV століттях; монети генуезько-татарського (1396—1475 рр.) періоду. Цікаві монети періоду сюзеренітету (тобто, залежності від Туреччини) карбовані на старому монетному дворі за турецьким зразком. Потім слідують монети хана Шахін-Ґерая часу залежності від Росії, що карбовані на новому монетному дворі за російським ваговим стандартом на новому європейському обладнанні в 1781—1783 рр., а також монети Російського періоду, що карбовані на переобладнаному колишньому ханському палаці — так званому Таврійському монетному дворі в 1787—1788 рр. Цілісну картину минулого відтворюють монетоподібні бони, уперше випущені в Росії для потреб будівельників ділянки залізниці Джанкой — Феодосія у другій половині XIX століття, приватні бони Феодосійського повіту 1877—1917 рр., монетоподібні бони дачі «Добрий приют» Рукавишникова початку XX століття, не говорячи вже про численні випуски паперових грошей періоду Громадянської війни 1918—1920 рр., приватних бонів періоду нової економічної політики 1922—1927 рр. Завершують експозицію першого відділу приватні бони сучасної Феодосії, випущені в кінці ХХ — початку XXI століття.
Другий відділ являє колекцію монет Боспорського царства з моменту підкорення його царем Левконом міста Феодосії (IV століття до н. е.) аж до його розпаду під ударами варварів (III ст. н. е.). Літопис грошового обігу надалі презентують випуски різних держав і правителів, гроші яких перебували в обігу в окрузі Феодосії і в Криму в цілому аж до захоплення Криму Росією.
У третьому відділі представлені гроші інших держав, що були в обігу на території сучасної України. Можна відкрити для себе факт обігу у наший країні грошей не тільки Російської імперії, але Польщі, Німеччини, Австро-Угорщини, Туреччини, Чехословаччини, Румунії, а також інших держав.

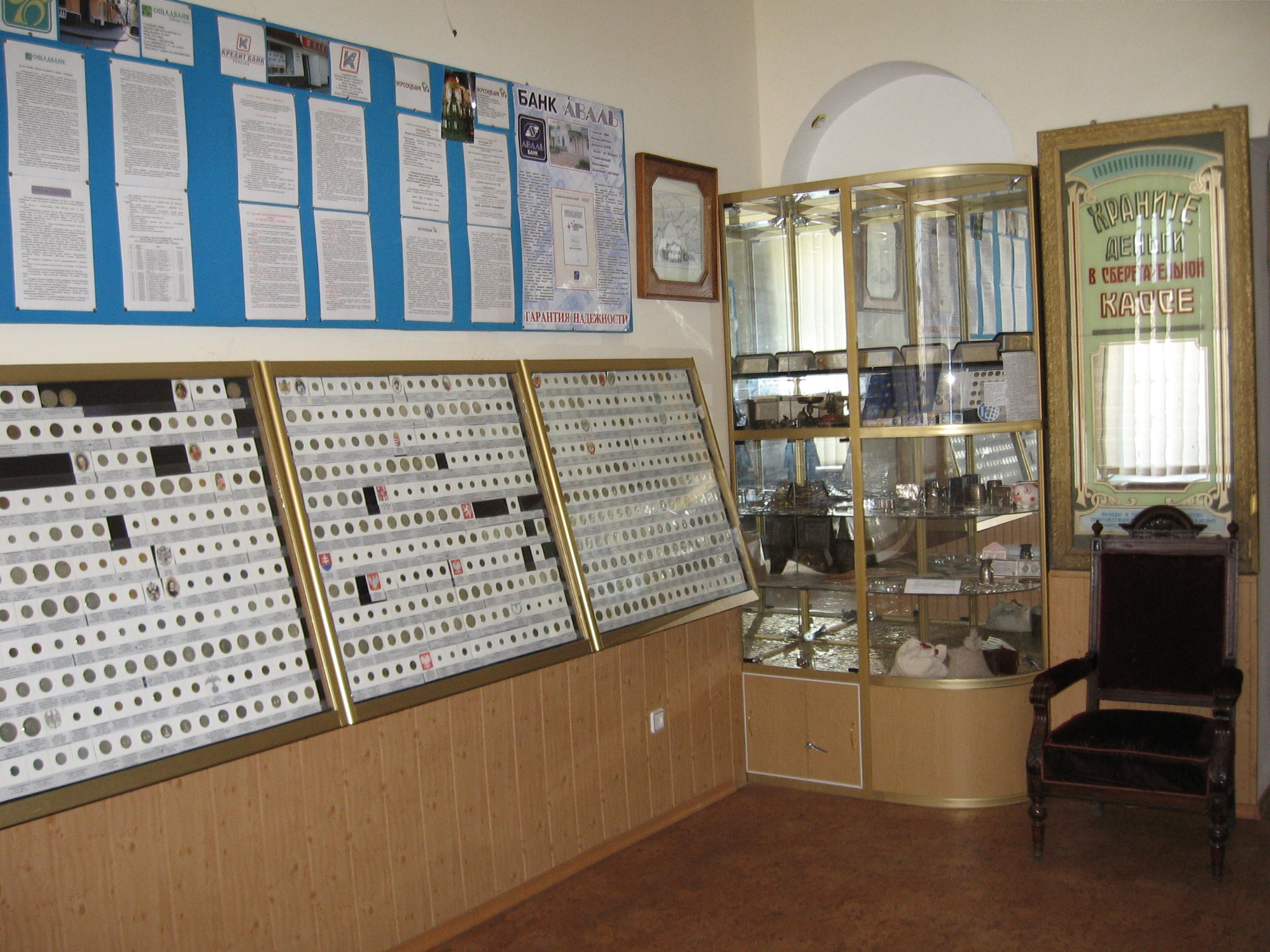
Феодосійський музей грошей. 2-а зала. 2007.

Четвертий відділ становлять гроші України від часів Київської Русі аж досі. Презентовані випуски Тмутараканського князівства, усі гроші Української Народної Республіки 1918—1920 рр., Рейхскомісаріату «Україна» 1942 р., а також практично всі обігові і пам'ятні ювілейні монети та банкноти сучасної України.
У п'ятому відділі розміщені сучасні обігові гроші більш ніж 200 країн світу.
У шостому відділі представлені експонати з історії виникнення та еволюції грошей, аж до сучасних пластикових карт: колекція марок, підробки, гроші неіснуючих держав, курйози, сурогати, порцелянові гроші, гроші-колеса, найменші і найбільші гроші, сувеніри, скарби, гроші-прикраси та інші незвичайні та популярні гроші.
Сьомий відділ — бібліотека, у ній зібрання спеціальної літератури з нумізматики, боністики і колекціонування грошових знаків, фонди музею, що перебувають у дослідженні і реставрації, а також багатий рукописний матеріал (архів музею).
З моменту свого відкриття музей привертає увагу не тільки місцеві, але й закордонні засоби масової інформації. Безліч людей стали його почесними дарувальниками. Серед них як пересічні громадяни, скромні колекціонери, так і представники міської адміністрації — мер міста В. О. Шайдеров, керівник справами виконкому В. Д. Болотський. Особливо цінним став дар євромонет Ватикану, переданий музею генеральним секретарем Синоду Єпископів, Архієпископом Миколою Етеровічем за дорученням римського папи Івана Павла II.